# Soda Springs
La ville de Soda Springs est le siège du comté de Caribou, situé dans l'Idaho, aux États-Unis. Elle comptait 3 058 habitants lors du recensement de 2010.

## Caractéristiques
La ville est nommée en référence aux centaines sources naturelles d'eau gazéifié qui sont situés dans et autour de la ville. Les sources étaient bien connues des Amérindiens et étaient un point de repère célèbre le long du sentier de l'Oregon au milieu du XIXe siècle. Aujourd'hui, la ville est également connue comme l'emplacement du Soda Springs Geyser, qui a été déclenché en 1934 lorsque les « pères de la ville » étaient à la recherche d'eau chaude pour alimenter une piscine chaude, attraction de baignade. Au lieu de cela, ils ont foré dans une chambre de gaz carbonique hautement pressurisé et le geyser a été libéré. Après avoir inondé pendant des semaines le centre-ville, il a été obstrué par une vanne et désormais libéré manuellement comme une attraction touristique. Sa hauteur et son volume n'ont pas diminué depuis de nombreuses années.

## Source
- (en) Cet article est partiellement ou en totalité issu de l’article de Wikipédia en anglais intitulé « Soda Springs, Idaho » (voir la liste des auteurs).